# Kerodon
Керодон (Kerodon) — рід гризунів родини Кавієвих поширений в Бразилії. Етимологія: «грец. keras» — «ріг» і «грец. -odon» — «-зубий». 

## Систематика
- Рід Kerodon (Керодон)
  - Вид Kerodon acrobata (Керодон акробат)
  - Вид Kerodon rupestris (Керодон скельний)